# Cylindrothecium lindbergii
Cylindrothecium lindbergii là một loài Rêu trong họ Entodontaceae. Loài này được (Hampe) Paris mô tả khoa học đầu tiên năm 1894.